# Kettenkamp

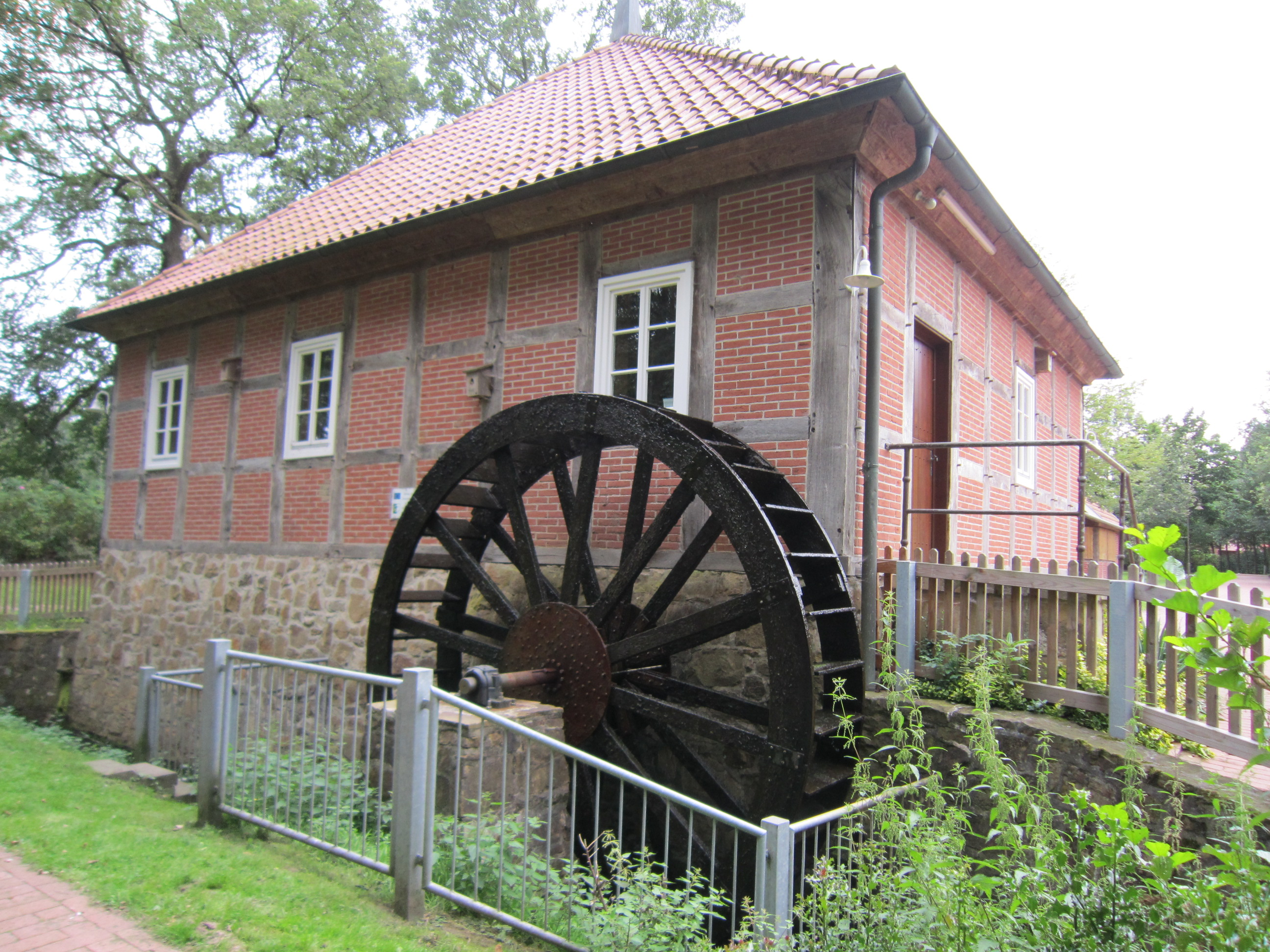
Watermolen bij Kettenkamp

Kettenkamp is een gemeente in de Duitse deelstaat Nedersaksen. De gemeente maakt deel uit van de Samtgemeinde Bersenbrück in het Landkreis Osnabrück. Kettenkamp telt 1.786 inwoners.
Kettenkamp is een overwegend agrarisch dorp met als voornaamste bezienswaardigheid de oude, tussen 1988 en 1995 op de huidige locatie herplaatste watermolen, die als dorps- en cultuurcentrum fungeert.
Voor meer informatie, zie onder Samtgemeinde Bersenbrück.
- Gemeinsame Normdatei: 4380028-2
- Virtual International Authority File: 234311405
- WorldCat: E39PBJmXDqkvtWTQDYP33JKDbd

Alfhausen · 
Ankum · 
Bad Essen · 
Bad Iburg · 
Bad Laer · 
Bad Rothenfelde · 
Badbergen · 
Belm · 
Berge · 
Bersenbrück · 
Bippen · 
Bissendorf · 
Bohmte · 
Bramsche · 
Dissen am Teutoburger Wald · 
Eggermühlen · 
Fürstenau · 
Gehrde · 
Georgsmarienhütte · 
Glandorf · 
Hagen am Teutoburger Wald · 
Hasbergen · 
Hilter am Teutoburger Wald · 
Kettenkamp · 
Melle · 
Menslage · 
Merzen · 
Neuenkirchen · 
Nortrup · 
Ostercappeln · 
Quakenbrück · 
Rieste · 
Voltlage · 
Wallenhorst